# Marcos Alonso Alonso
Marcos Alonso Alonso (Gijón, 1970) es un diplomático español. Es embajador representante permanente de España ante la Unión Europea (desde 2021).

## Carrera diplomática
Nació en Gijón. Tras licenciarse en Derecho en la Universidad de Oviedo, y en Ciencias Políticas en la Universidad de Toulouse, ingresó en la Escuela Diplomática (2000). Completó su formación con un curso para generales, oficiales-jefe y embajadores del Colegio de Defensa de la Alianza Atlántica  (OTAN).
Ha estado destinado en las Representaciones Permanentes de España en la Unión Europea, Alianza Atlántica (OTAN), Consejo de Europa y Naciones Unidas; además de cónsul en La Habana y en la Secretaría de la Comisión de Asuntos Exteriores (AFET) del Parlamento Europeo.
Fue embajador de España en Albania (2020-2021).
En el Ministerio de Asuntos Exteriores, Unión Europea y Cooperación - MAEUEC (Madrid) ha sido subdirector general de Relaciones Exteriores y Asuntos Comerciales de la Unión Europea, así como subdirector general adjunto de Asuntos de Justicia e Interior de la Unión Europea.
Desde 2021 ejerce como embajador representante de España ante la Unión Europea (Bruselas).
Durante la quinta presidencia española del Consejo de la Unión Europea, entre julio y diciembre de 2023, ejerció como presidente del Comité de Representantes Permanentes de la Unión Europea II (COREPER II). 